# Adelina Pastor

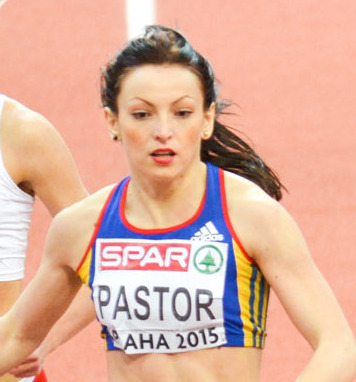
La CE în sală din 2015

Adelina Pap (născută Pastor; n. 5 mai 1993, Zalău, Sălaj, România) este o alergătoare română specializată în proba de 400 metri.

## Carieră
Prima ei performanță notabilă este medalia de bronz obținută în 2009 la Campionatele Mondiale de Juniori din Bressanone (Italia), în proba de ștafetă mixtă. În același an a obținut medalia de bronz la Festivalul Olimpic al Tineretului European din Tampere (Finlanda), la proba de 400 m.
La Campionatul Mondial în sală din 2012 de la Istanbul ștafeta României (Angela Moroșanu, Alina Panainte, Adelina Pastor, Mirela Lavric) a cucerit medalia de bronz. Inițial româncele au fost pe locul 4 dar rusoaica Iulia Gușcina a fost prinsă dopată.
În anul 2013 a reușit să obțină medalia de argint în cadrul probei de ștafetă 4×400 m la Campionatele Europene U23 din Tallinn (Estonia). Tot în 2013, dar la Jocurile Francofoniei, ștafeta română de 4×400 m s-a clasat pe primul loc al clasamentului, cu un timp de 3 minute și 29,81 de secunde.
La Campionatele Mondiale de Atletism în sală din 2016 din Portland (SUA), ea a reușit o nouă performanță împreună cu ștafeta de 4×400 m, obținând medalia de bronz.
Împreună cu Sanda Belgyan, Anamaria Ioniță și Andrea Miklos, a obținut calificarea la Jocurile Olimpice din 2016 după ce a obținut locul 8 in finala Campionatului European de la Amsterdam în proba de ștafetă 4×400 m.
Este căsătorită cu portarul Eduard Pap. În 2020 a devenit mamă.

## Realizări
| An                   | Competiție                                 | Locație                 | Loc                  | Eveniment            | Note                 |
| Reprezentând România | Reprezentând România                       | Reprezentând România    | Reprezentând România | Reprezentând România | Reprezentând România |
| -------------------- | ------------------------------------------ | ----------------------- | -------------------- | -------------------- | -------------------- |
| 2009                 | Campionatele Mondiale de Juniori (sub 18)  | Bressanone, Italia      | 5                    | 400 m                | 55,59                |
| 2009                 | Campionatele Mondiale de Juniori (sub 18)  | Bressanone, Italia      | 3                    | Ștafetă mixtă        | 2:09,25              |
| 2009                 | Festivalul Olimpic al Tineretului European | Tampere, Finlanda       | 3                    | 400 m                | 54,72                |
| 2010                 | Campionatele Mondiale de Juniori (sub 20)  | Moncton, Canada         | 14 (sf)              | 200 m                | 24,04                |
| 2010                 | Campionatele Mondiale de Juniori (sub 20)  | Moncton, Canada         | 16 (sf)              | 400 m                | 54,47                |
| 2010                 | Campionatele Mondiale de Juniori (sub 20)  | Moncton, Canada         | –                    | 4×400 m              | DS                   |
| 2011                 | Campionatele Europene de Juniori (sub 20)  | Tallinn, Estonia        | 8                    | 400 m                | DS                   |
| 2012                 | Campionatele Mondiale în sală              | Istanbul, Turcia        | 3                    | 4×400 m              | 3:33,41              |
| 2012                 | Campionatele Europene                      | Helsinki, Finlanda      | 22 (h)               | 400 m                | 54,35                |
| 2012                 | Campionatele Mondiale de Juniori           | Barcelona, Spania       | 12 (sf)              | 4×400 m              | 53,28                |
| 2012                 | Campionatele Mondiale de Juniori           | Barcelona, Spania       | –                    | 4×400 m              | DS                   |
| 2013                 | Campionatele Europene de Tineret (sub 23)  | Tampere, Finlanda       | 5                    | 400 m                | 52,44                |
| 2013                 | Campionatele Europene de Tineret (sub 23)  | Tampere, Finlanda       | 2                    | 4×400 m              | 3:30,28              |
| 2013                 | Campionatele Mondiale                      | Moscova, Rusia          | 6                    | 4×400 m              | 3:28,40              |
| 2013                 | Jocurile Francofoniei                      | Nisa, Franța            | 6                    | 400 m                | 54,80                |
| 2013                 | Jocurile Francofoniei                      | Nisa, Franța            | 1                    | 4×400 m              | 3:29,81              |
| 2014                 | Campionatele Mondiale în sală              | Sopot, Polonia          | 7                    | 4×400 m              | 3:38,18              |
| 2014                 | Campionatele Europene                      | Zürich, Elveția         | 20 (h)               | 400 m                | 53,30                |
| 2014                 | Campionatele Europene                      | Zürich, Elveția         | 9                    | 4×400 m              | 3:33,84              |
| 2015                 | Campionatul European în sală               | Praga, Cehia            | 14                   | 400 m                | 53,37                |
| 2016                 | Campionatul Mondial în sală                | Portland, Statele Unite | 3                    | 4×400 m              | 3:31,51              |
| 2016                 | Campionatele Europene                      | Amsterdam, Olanda       | 17 (sf)              | 400 m                | 52,90                |
| 2016                 | Campionatele Europene                      | Amsterdam, Olanda       | 7                    | 4×400 m              | 3:30,63              |

## Recorduri personale
| Probă             | Performanță | Dată              | Locație  |
| ----------------- | ----------- | ----------------- | -------- |
| 400 m             | 52,44 s     | 13 iulie 2013     | Tampere  |
| 4 x 400 m         | 3:28,40 min | 17 august 2013    | Moscova  |
| 400 m în sală     | 53,22 s     | 21 februarie 2015 | Istanbul |
| 4 x 400 m în sală | 3:31,51 min | 20 martie 2016    | Portland |